# Mongolarachne jurassica
Espèce
Synonymes
- † Nephila jurassica Selden, Shih & Ren, 2011

Mongolarachne jurassica est une espèce fossile d'araignées aranéomorphes de la famille des Mongolarachnidae.

## Distribution
Cette espèce a été découverte à Daohugou dans les bancs de Daohugou de la formation de Tiaojishan dans le xian de Ningcheng en Mongolie-Intérieure en Chine. Elle date du Jurassique moyen à supérieur,.

## Description
Cette espèce est connue par la femelle holotype décrite en 2011 qui est presque complète et par un mâle allotopotype décrit en 2013. La femelle mesure 24,67 mm et le mâle 16,54 mm,.

## Publication originale
- (en) Selden, Shih & Ren, 2011 : A golden orb-weaver spider (Araneae: Nephilidae: Nephila) from the Middle Jurassic of China. Biology Letters, vol. 7, no 5, p. 775-778 (texte intégral).